# Carl Wier
Carl Wier (født 9. oktober 1901 Aarhus, død 28. oktober 1979 Frederiksberg) søn af arkitekt Peter Marius Wier, direktør Novo i dag Novo Nordisk.
Uddannelse: Matematisk student 1919 fra Aarhus Katedralskole. Farmaceut 1924 fra Den Farmaceutiske Læreanstalt i Stockholmsgade på Østerbro, i dag det Farmaceutiske Fakultet, Københavns Universitet.
Ægtefælde Amalie Sophie Rasmine Wier født Danielsen (1903 – 1979)